# Ключі (Псковська область)
Ключі (рос. Ключи) — присілок в Палкінському районі Псковської області Російської Федерації.
Населення становить 34 особи. Входить до складу муніципального утворення Качановська волость.

## Історія
Від 2015 року входить до складу муніципального утворення Качановська волость.

## Населення
| 2001 | 2002 | 2010 | 2016 |
| ---- | ---- | ---- | ---- |
| 29   | ↗35  | ↘30  | ↗34  |